# Kamil Čapkovič
| Estadísticas de Kamil Čapkovič | Estadísticas de Kamil Čapkovič |
| ------------------------------ | ------------------------------ |
| Origen:                        | Michalovce, Eslovaquia         |
| Fecha de nacimiento:           | 2 de junio de 1986             |
| Altura:                        | 1.96 m                         |
| Peso:                          | 81 kg                          |
| Juego:                         | Diestro                        |
| Mejor Ranking ATP en Dobles:   | 243º                           |

Kamil Čapkovič es un jugador de tenis nacido el 2 de junio de 1986 en Michalovce, Eslovaquia.

## Títulos (1)

### Individuales (0)
| Leyenda                |
| Grand Slam (0)         |
| Tennis Masters Cup (0) |
| ATP Masters Series (0) |
| ATP Tour (0)           |
| Challengers (0)        |

### Dobles (1)
| Leyenda                |
| Grand Slam (0)         |
| Tennis Masters Cup (0) |
| ATP Masters Series (0) |
| ATP Tour (0)           |
| Challengers (1)        |

| N.º | Fecha               | Torneo         | Superficie | Pareja                   | Oponentes en la final                               | Resultado |
| --- | ------------------- | -------------- | ---------- | ------------------------ | --------------------------------------------------- | --------- |
| 1.  | 24 de abril de 2006 | Dharwad, India | Dura       | Lukáš Lacko (Eslovaquia) | Sanchai Ratiwatana / Sonchat Ratiwatana (Tailandia) | 6-3 7-5   |

### Finalista en dobles (1)
- 2006: Košice (junto a Lukáš Lacko, pierden ante Victor Bruthans y Pavel Snobel).